# Rafaela Zanella
Rafaela  Koehler Zanella (Santa Maria, 9 de agosto de 1986) foi eleita Miss Brasil no dia 8 de abril de 2006 aos dezenove anos de idade.
Rafaela foi eleita Miss Brasil 2006 em um concurso realizado no Claro Hall, na cidade do Rio de Janeiro, com transmissão ao vivo para todo o Brasil pela Rede Bandeirantes. Nona gaúcha a ostentar o título nacional, fez com que o Rio Grande do Sul passasse a liderar o ranking (até então, estava empatado com São Paulo). No dia 23 de julho de 2006, ela disputou o Miss Universo 2006 na cidade de Los Angeles nos Estados Unidos, onde foi classificada entre as vinte semifinalistas. Entretanto, na bolsa de apostas de Los Angeles, estava cotada entre as cinco favoritas.
Rafaela foi, até hoje, a única a vencer os três principais concursos de beleza do Rio Grande do Sul: Soberana das Piscinas, Garota Verão e Miss Rio Grande do Sul.
Rafaela é casada com o cirurgião plástico Denis Valente, também é médica e atualmente realiza pós-graduação em dermatologia e cirurgia ambulatorial na cidade de Porto Alegre. E Rafaela ainda é apontada como uma das mulheres mais belas de todo o Brasil.

## Títulos
- Rainha dos Balneários da Socepe Juvenil de Santa Maria - 2000
- Embaixatriz do Turismo do Rio Grande do Sul Juvenil - 2000
- Rainha dos Balneários do Rio Grande do Sul Juvenil - 2001
- Rainha da Associação Italiana de Santa Maria - 2001
- Rainha dos Balneários do Clube Recreativo Dores de Santa Maria - 2001
- Rainha da Associação das Entidades Sociais e Recreativas de Santa Maria - 2001
- Garota do Sol - 2002
- Soberana das Piscinas do Rio Grande do Sul - 2002
- Rainha das Piscinas do Clube Recreativo Dores de Santa Maria - 2002
- Garota Verão do Rio Grande do Sul - 2003
- Miss Santa Maria - 2006
- Miss Rio Grande do Sul 2006 - 2006
- Miss Brasil 2006
- TOP 20 / 13° lugar no Miss Universo 2006